# Philemon Dickinson
Philemon Dickinson (ur. 5 kwietnia 1739, zm. 4 lutego 1809) – amerykański prawnik i polityk. W latach 1790–1793 reprezentował stan New Jersey w Senacie Stanów Zjednoczonych.